# Holger Sonnabend
Holger Sonnabend (* 29. April 1956 in Hannover) ist ein deutscher Althistoriker.
Holger Sonnabend studierte Geschichte und Germanistik an der Universität Hannover. 1981 legte er das Staatsexamen ab. Von 1982 bis 1985 folgte eine Tätigkeit als Mitarbeiter der Kommission für Alte Geschichte und Epigraphik in München. Die Promotion erfolgte 1985 bei Horst Callies in Hannover mit der Arbeit Fremdenbild und Politik. Vorstellungen der Römer von Ägypten und dem Partherreich in der späten Republik und frühen Kaiserzeit. Anschließend wirkte Sonnabend am Historischen Institut der Universität Stuttgart, zunächst als Wissenschaftlicher Angestellter, danach als Hochschulassistent und Hochschuldozent. Die Habilitation folgte 1993 mit der Arbeit Die Freundschaften der Gelehrten und die zwischenstaatliche Politik im klassischen und hellenistischen Griechenland; die Studie blieb unpubliziert. Seit Dezember 1999 ist Sonnabend außerplanmäßiger Professor in Stuttgart und arbeitet als Publizist und Reiseleiter.
Sonnabend hat zahlreiche Bücher veröffentlicht, die sich meist an ein breites Publikum richten. Er ist Spezialist für die historische Geographie der antiken Welt. Sonnabend ist Mitherausgeber der Zeitschrift Orbis Terrarum und zusammen mit Eckart Olshausen Initiator und Organisator des Stuttgarter Kolloquiums zur Historischen Geographie des Altertums.

## Schriften
- Fremdenbild und Politik. Vorstellungen der Römer von Ägypten und dem Partherreich in der späten Republik und frühen Kaiserzeit (= Europäische Hochschulschriften. Reihe 3, Band 286). Lang Frankfurt am Main u. a. 1986, ISBN 3-8204-8757-3.
- Die Freundschaften der Gelehrten und die zwischenstaatliche Politik im klassischen und hellenistischen Griechenland (= Altertumswissenschaftliche Texte und Studien. Band 30). Olms-Weidmann, Hildesheim 1996, ISBN 3-487-10130-0.
- Naturkatastrophen in der Antike. Wahrnehmung – Deutung – Management. Metzler, Weimar 1999, ISBN 3-476-01548-3.
- als Herausgeber: Mensch und Landschaft in der Antike. Lexikon der historischen Geographie. Metzler, Stuttgart/Weimar 1999, ISBN 3-476-01285-9 (Sonderausgabe: ebenda 2006, ISBN 3-476-02179-3).
- Wie Augustus die Feuerwehr erfand. Große Errungenschaften der Antike. Artemis & Winkler, Düsseldorf 2002, ISBN 3-538-07135-7.
- Geschichte der antiken Biographie. Von Isokrates bis zur Historia Augusta. Metzler, Stuttgart/Weimar 2002, ISBN 3-476-01914-4.[1]
- Thukydides (= Studienbücher Antike. Band 13). Olms, Hildesheim 2004, ISBN 3-487-12787-3.
- Wie Nero das Chanson erfand. Trendsetter der antiken Kunst und Kultur. Artemis & Winkler, Düsseldorf 2005, ISBN 3-7608-2310-6.
- Unter dem Vesuv. Alltag in Pompeji (= Geschichte erzählt. Band 8). Primus-Verlag, Darmstadt 2007, ISBN 978-3-89678-340-0 (Hörbuch-Version: ebenda 2008, ISBN 978-3-89678-370-7).
- Die Grenzen der Welt. Geographische Vorstellungen der Antike. Primus, Darmstadt 2007, ISBN 3-89678-600-8.
- Ruhmreiche Gladiatoren und mächtige Herrscher. 20 sensationelle Ereignisse der antiken Welt. Beltz & Gelberg, Weinheim/Basel 2008, ISBN 978-3-407-75341-0.
- Wenn die Römer damals gesiegt hätten. Die Legende der „Schlacht am Teutoburger Wald“ und ihre wirkliche Bedeutung. Hohenheim-Verlag, Stuttgart/Leipzig 2009, ISBN 978-3-89850-191-0.
- mit Jens Jähnig: Große Bauwerke der Antike. Von den Pyramiden bis zur Haghia Sophia. Primus, Darmstadt 2009, ISBN 978-3-89678-390-5 (Neuausgabe: Wissenschaftliche Buchgesellschaft, Darmstadt 2014, ISBN 978-3-534-21752-6).
- mit Jens Jähnig: Die sieben Weltwunder. Primus, Darmstadt 2010, ISBN 978-3-89678-815-3 (Hörbuch-Version: Auditorium Maximum, Darmstadt 2012, ISBN 978-3-654-60244-8).
- Unter der Herrschaft der Caesaren. Schwabens römische Vergangenheit. Braun, Karlsruhe 2012, ISBN 978-3-7650-8406-5.
- Katastrophen in der Antike. Philipp von Zabern, Darmstadt/Mainz 2013, ISBN 978-3-8053-4601-6 (Hörbuch-Version: Auditorium Maximum, Darmstadt 2013, ISBN 978-3-654-60368-1).
- August 14. Der Tod des Kaisers Augustus. Primus, Darmstadt 2013, ISBN 978-3-86312-026-9.
- Weltgeschichte – Wahrheit und Irrtum. ADAC-Verlag, München 2014, ISBN 978-3-95619-106-0 (auch erschienen unter dem Titel: Ist das wirklich wahr? Erstaunliche Erkenntnisse zur Weltgeschichte. Reader’s Digest, Stuttgart/Zürich/Wien 2014, ISBN 978-3-89915-959-2; polnische Übersetzung 2014; finnische Übersetzung 2016; slowenische Übersetzung 2016; deutsche Neuausgabe 2018).
- Götterwelten. Die Religionen der Antike. Theiss, Darmstadt 2014, ISBN 978-3-8062-2635-5.
- Tatort Geschichte. Kriminalistische Spurensuche in der Vergangenheit. Reader’s Digest, Stuttgart/Zürich/Wien 2016, ISBN 978-3-95619-233-3 (ungarische Übersetzung 2017; tschechische Übersetzung 2017).
- Nero. Inszenierung der Macht. Philipp von Zabern, Darmstadt 2016, ISBN 978-3-8053-4953-6.[2]
- Atlas der Antike. 2500 Jahre Imperien und Kulturen in Wort und Bild. Palm, Berlin 2016, ISBN 978-3-944594-40-8.
- Illustrierte Geschichte der Antike. Metzler, Stuttgart 2017 ISBN 978-3-476-04337-5.
- Antike. 100 Seiten (Reclam 100 Seiten). Reclam, Stuttgart 2017, ISBN 978-3-15-020431-3.
- Triumph einer Untergrundsekte. Das frühe Christentum von der Verfolgung zur Staatsreligion. Herder, Freiburg 2018, ISBN 978-3-451-37985-7.
- Große Errungenschaften der Antike. Von Caesars Verkehrsplanung bis Demokrits Atomforschung. Marix, Wiesbaden 2020, ISBN 978-3-7374-1153-0.
- Tiberius. Kaiser ohne Volk. Wissenschaftliche Buchgesellschaft, Darmstadt 2021, ISBN 978-3-8053-5258-1.
- Fremde und Fremdsein in der Antike. Über Migration, Bürgerrecht, Gastfreundschaft und Asyl bei Griechen und Römern. Marix, Wiesbaden 2021, ISBN 978-3-7374-1168-4.
- Aufstieg und Niedergang. 50 Reiche, die Geschichte machten. Reader’s Digest, Stuttgart 2021, ISBN 978-3-95619-446-7 (auch erschienen unter dem Titel: Aufstieg und Fall großer Reiche. Von Atlantis bis zum Sowjet-Imperium. Wissenschaftliche Buchgesellschaft, Darmstadt 2022, ISBN 978-3-8062-4405-2).
- Europa. Die Geschichte eines Kontinents von der Antike bis heute. BeBra, Berlin 2022, ISBN 978-3-89809-209-8.
- Von harter Arbeit und fairen Löhnen. Texte aus der Antike. Ausgewählt, herausgegeben und übersetzt. Reclam, Ditzingen/Stuttgart 2024, ISBN 978-3-15-014603-3.
- Philosophie. Strömungen, Thesen, Theorien von der Antike bis zur Gegenwart. Naumann & Göbel, Köln 2024, ISBN 978-3-625-19528-3.
- Höhlenmalerei. Glanzlichter der frühzeitlichen Kunst. BeBra, Berlin 2024, ISBN 978-3-89809-237-1.

Hörbuch
- Pergamon. Das achte Weltwunder. Auditorium Maximum/Wissenschaftliche Buchgesellschaft, Darmstadt 2011, 1 CD.